# Agostinho Alves Ramos
Agostinho Alves Ramos (Portugal — Itajaí, 16 de junho de 1853) foi um político luso-brasileiro.
Nascido em Portugal, residiu no Rio Grande do Sul e Santa Catarina, na capital então denominada Desterro.
Foi deputado à Assembléia Legislativa Provincial de Santa Catarina na 1ª legislatura (1835 — 1837) e na 8ª legislatura (1850 — 1851).
Foi cavaleiro da Imperial Ordem de Cristo, por decreto de 3 de novembro de 1845.